# Apolodoro de Lemnos
Apolodoro de Lemnos, escritor del siglo IV a. C. nacido en Lemnos. Naturalista y médico de Ptolomeo I Soter, a quien dedicó sus obras. Una de ellas era un tratado sobre los animales venenosos, que fue utilizado como fuente por Galeno. Los antiguos elogian su tratado De agricultura. Aristóteles le cita: Cares de Paros y Apolodoro de Lemnos, por ejemplo, se han ocupado del cultivo de los campos y de los bosques.